# Іштван Буйтор
Іштван Буйтор (угор. Bujtor István; 5 травня 1942, Будапешт, Королівство Угорщина — 25 вересня 2009, Будапешт) — угорський актор, кінорежисер, сценарист і продюсер.

## Біографія
Закінчив Університет економіки в Будапешті (1966). Буйтор — професійний спортсмен: баскетболіст, чемпіон Угорщини з дзюдо, член олімпійської збірної з вітрильного спорту. Прийшов у кіно зі спорту. Великого, потужного, фактурного, зростом під два метри Іштвана не могли не помітити кінематографісти.
У 1964 Буйтор дебютував у кіно в ролі Дьюли у фільмі Фелікса Маріашші «Карамболь».

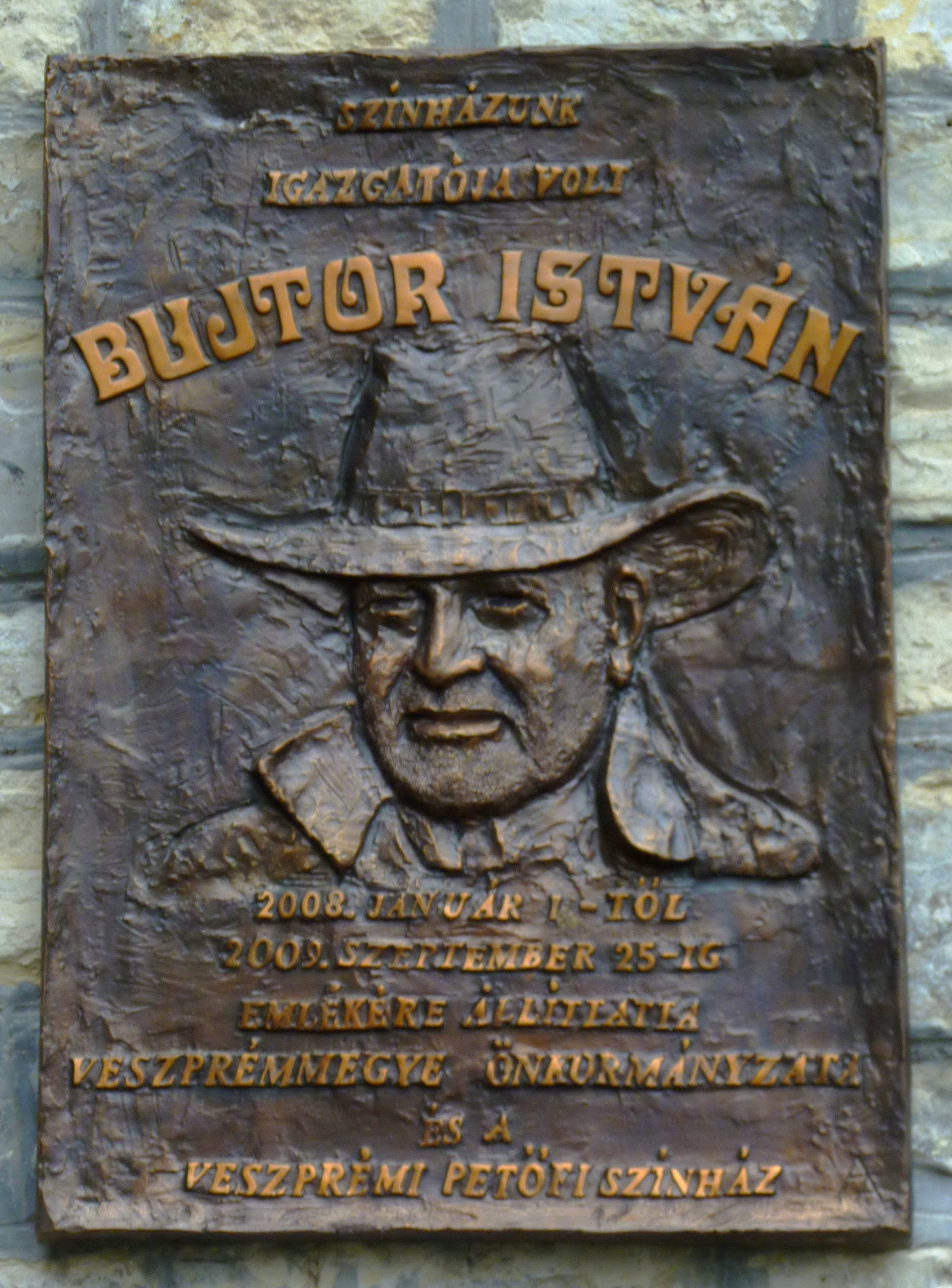
Іштван Буйтор (рельєф)

На сцені з 1975. Спочатку служив у театрі міста Дьйор, потім у 1976—1978 актор Будапештського національного театру. З 1978 — актор кіностудій «Мафілм» і «Гуннія».
У 1968 з великим успіхом виконав головну роль в пародійному бойовику режисера Дьєрдя Ревеса «Лев готується до стрибка», а в 1974 закріпив свій успіх головною негативною роллю Івана Стриги в гостросюжетному фільмі Міклоша Маркоша «Дунайський лоцман».
Здобув глядацьку любов і визнання за виконання ролі офіцера міліції Тібора Етвоша на прізвисько Чьопі (угор. Csöpi) в серії комедійних детективів: «Язичницька мадонна» (1980) «Без паніки, майор Кардош!» (1982), «Зачарований долар» (1985).
Продовжував зніматися в ролі улюбленого героя Чьопі, із завидною легкістю розкривав самі заплутані злочини. Останній фільм з цієї серії вийшов в 2008. Іштван Буйтор — автор сценаріїв, продюсер і режисер цих фільмів.
Знімався в Чехословаччині та ФРН. Виконав головну роль у міні-серіалі «Матіас Шандорф» (1979—1980). Дублював іноземні фільми (в тому числі за участю Бада Спенсера, з яким мав схожість у зовнішності) озвучував анімацію.
Інший угорський актор Золтан Латинович (1931—1976) — старший брат Буйтора.
31 липня 2009 був госпіталізований у місті Веспрем, де впав у кому. Після декількох тижнів лікування його стан покращився і він був перевезений до Будапешта для реабілітації. Однак 25 вересня 2009 він помер. Причини смерті не вказані, але за повідомленнями у нього були виявлені кокцидіоз, відмова нирок і септичний шок.

## Фільмографія
1. Карамболь (1963) —  Дьюла Терпінко
2. Одного разу двадцять років потому (1964) —  Петер Takács / Петер Gaál
3. Пора мрій (1964) —  дружок Ági's
4. Зміна (1964)
5. Сини людини з кам'яним серцем (1964) —  Leonin
6. Канікули з Пірошкою (1965)
7. З полудня до світанку (1965) —  Іштван
8. Арлекін і коханці (1966) —  Lint
9. Історія одного боягузтва ( короткометражний) (1966)
10. A múmia közbeszól (1967) —  священик
11. Хлопці з площі (1967) —  Лада
12. Лев готується до стрибка (1968) —  Menõ fej
13. Тиша і крик (1968) —  Ковач II.
14. Фальшива Ізабелла (1968) —  слідчий
15. Холодні дні (1968) —  Nagy Kázmér
16. Красуньки (1969) —  в окулярах
17. Ореол навколо місяця (1969) —  один Балаша
18. Очкарики (1969) —  Ласло Валко
19. Сирокко (1969) —  Тарро
20. Не плачте, красуні! (1970) —  Rendõr
21. Végre, hétfö! (1971) —  Беркеші
22. Én vagyok Jeromos (1971) — Kemény
23. Агнець Божий (1971) —  A darutollas
24. Тримайся за хмари (1971) —  Тиміш
25. Поки народ ще просить (1971) —  Петко Андраш
26. Мартін-зозуля (1972) —  Lelenc
27. Шафер (1972) —  Ласло Валко
28. Хлопець на білому коні (1973) —  Муслінкас
29. Поливальна машина (1973) —  шофер
30. Побачити Неаполь і ... (1973) —  Петер Сегеди
31. Pokol - Inferno ( ТВ) (1974)
32. Загадкове викрадення (1974) —  Іван Стрига
33. Легенда Пендрагона (1974) —  Джордж Мелоні
34. Бегемот Гуго (1975) —  Jorma's батько , озвучка
35. Віват, Беньовський ( ТВ) (1975) —  Степанов
36. Гільгамеш ( ТВ) (1975)
37. Коли прийде Йожеф (1975) —  дядько Тібі
38. Вітер свистить під ногами (1976) —  жандарм
39. Псевдонім: Лукач (1976) —  Флаттер
40. Кантор - собака-детектив ( ТВ) (1976) —  Янош Бана
41. Магеллан ( ТВ) (1976) —  Картахена
42. Річард II ( ТВ) (1976) —  Граф Нортумберлендський
43. Чорний алмаз ( ТВ) (1976) —  Salista
44. Хто мене бачив? (1977) —  Aradi, поет
45. Щасливі роки мого батька (1977) —  Negrelli
46. Німа папка (1978) —  слідчий
47. З новим роком! (1978) —  Perjés Laci
48. Rosszemberek (1979) —  Hegyesi , озвучка
49. Варварське алегро (1979) —  Hédervári
50. Угорська рапсодія (1979) —  Héderváry
51. Матіас Шандор ( ТВ) (1979) —  Шандор Матіас
52. Експрес в Стамбул ( ТВ) (1979) —  боярин
53. A világ közepe ( ТВ) (1980) —  Пол Kinizsi
54. Fekete rózsa ( ТВ) (1980)
55. Haladék (1980) —  Шандор Новак
56. Hogyan felejtsük el életünk legnagyobb szerelmét. (1980) —  Hágen sofõrje
57. Az a szép, fényes nap ( ТВ) (1981) —  Nürnbergi
58. Без паніки, майор Кардош! ( Csak semmi pánik ) (1982) —  Етвош Чёпі
59. Mennyei seregek (1983) —  Wesselényi
60. Бідний Джоні та Арніка (1983) —  король Ештёр
61. Приходьте до мене на іменини! (1983) —  Егон
62. Legyél te is Bonca! ( ТВ) (1984) —  художник
63. Зачарований долар (  Az elvarázsolt dollár ) (1985) —  Етвош Чёпі
64. Залп по чорному буйволові (1985) —  Дука
65. Сусіди ( ТВ) (1987—1999) —  Золтан 'Szõrös капітана Mészáros' '
66. Фальшива лялька (  Hamis a baba ) (1991) —  Етвош Чьопі
67. Zsaruvér és csigavér: A királyné nyakéke ( ТВ) (2001) —  Етвош Чьопі
68. Шімо Шандор ( короткометражний) (2002) — грає самого себе
69. Zsaruvér és csigavér 2: Több tonna kámfor ( ТВ) (2002) —  Етвош Чьопі
70. Zsaruvér és csigavér 3: A szerencse fia ( ТВ) (2008) —  Етвош Чьопі

### Режисер
1. Зачарований долар (1985)
2. Сусіди ( ТВ) (1987—1999)
3. Фальшива лялька (1991)
4. Три мушкетери в Африці (1996)
5. Zsaruvér és csigavér: A királyné nyakéke ( ТВ) (2001)
6. Zsaruvér és csigavér 2: Több tonna kámfor ( ТВ) (2002)
7. Zsaruvér és csigavér 3: A szerencse fia ( ТВ) (2008)

### Сценарист
1. Язичницька мадонна (1980)
2. Без паніки, майор Кардош! (1982)
3. Зачарований долар (1985)
4. Фальшива лялька (1991)
5. Три мушкетери в Африці (1996)
6. Zsaruvér és csigavér: A királyné nyakéke ( ТВ) (2001)
7. Zsaruvér és csigavér 2: Több tonna kámfor ( ТВ) (2002)
8. Zsaruvér és csigavér 3: A szerencse fia ( ТВ) (2008)

### Продюсер
1. Сусіди ( ТВ) (1987—1999)
2. Три мушкетери в Африці (1996)
3. Zsaruvér és csigavér: A királyné nyakéke ( ТВ) (2001)